# Копинское месторождение нефти
Копинское месторождение нефти — расположено в Байганинском районе Актюбинской области, в 12 км от нефтепровода Атырау — Орск. 
Структурная разведка и глубокое бурение произведены в 1962, в том же году открыто месторождение. Порода состоит из солевых осадков кунгурского яруса нижней перми, нижнего пермь-триасского и средне-юрского, нижнеборского терригенных осадков. Общая толщина превышает 1000 м. Толщина продуктивного слоя достигает 540 м. Месторождение состоит из многослойных и нескольких мелкослойных групп. Все группы — нефтяные, глубина залегания 192—659 м. Общая толщина коллекторов продуктивного горизонта изменяется в пределах 6—88 мм, продуктивная толщина 5,4—86 м, насыщенная нефтью толщина 4,5—10,5 м. Коэффициент насыщенности нефтью 0,58—0,68. Начальное давление слоя 1,9—7,2 МПа, температура 23—36°С. Колебания выхода нефти по горизонту 0,25—22,8 м:5/сут. С 1966 года месторождение закрыто.